# Rosa Estiarte
Rosa Estiarte Duocastella (Manresa, Barcelona, 26 de abril de 1959-ibidem, 8 de abril de 1985) fue una nadadora olímpica española. Era hermana del campeón olímpico y mundial de waterpolo Manel Estiarte.

## Biografía

### Trayectoria deportiva
Desarrolló su carrera deportiva en el Club Natació Manresa. Especialista en las pruebas de braza, ganó doce campeonatos nacionales: tres títulos de los 100 m braza (verano en 1973 e invierno en 1974 y 1976), uno de los 200 m braza (invierno en 1975) y ocho en pruebas de relevos. Batió en dos ocasiones el récord español de los 100 m braza en piscina de 25 metros. En su palmarés sumó también trece campeonatos de Cataluña.
Fue doce veces internacional con el equipo español. En 1975 compitió en los 100 m braza del Mundial de Cali y de los Juegos Mediterráneos de Argel, donde consiguió un diploma. Un año más tarde, en los Juegos Olímpicos de Montreal 1976, nadó el relevo de braza de los 4 × 100 m estilos, que no superó la primera eliminatoria.  Se retiró en 1978.

### Vida personal
Era hija del que fuera presidente del CN Manresa, Manel Estiarte Prat, y hermana de los waterpolistas Albert y Manel Estiarte. Tuvo dos hijos. Se suicidó en 1985, arrojándose al vacío por una ventana de su vivienda. Su hermano Manel escribió un libro (Todos mis hermanos, 2009) sobre este suceso.